# 广西宿萼木
广西宿萼木（学名：Strophioblachia fimbricalyx var. efimbriata）为大戟科宿萼木属下的一个变种。